# Black Widow's Web
"Black Widow's Web" (em português: Teia da Viúva-Negra) é uma canção da banda brasileira Angra com participação da cantora brasileira Sandy e da vocalista canadense Alissa White-Gluz, da banda Arch Enemy. A canção foi lançada como terceiro single de seu nono álbum de estúdio, Ømni (2018). "Black Widow's Web" foi composta pelos membros do banda Felipe Andreoli, Rafael Bittencourt, Fabio Lione e Bruno Valverde e traz "a questão da viúva-negra como uma analogia com as mídias sociais". A canção foi recebida com críticas positivas, bem como a atuação das artistas convidadas.

## Composição
"Black Widow's Web" foi composta pelos membros do banda Felipe Andreoli, Rafael Bittencourt, Fabio Lione e Bruno Valverde. A canção começou a ser desenvolvida em janeiro de 2017, quando a banda foi se apresentar num Cruzeiro de Metal. Eles ficaram impressionados assistindo a performance de Alissa White-Gluz, vocalista da banda Arch Enemy. Em seguida, começaram a desenvolver uma canção pensando na voz dela. Lione, que já tinha algum contato com ela, a convidou para fazer uma participação na canção. Quando Bittencourt criou o conceito da canção, ele imaginou que seria interessante ter os dois momentos da "viúva-negra", representado por vozes femininas distintas: uma "muito doce" e uma mais "agressiva". Numa conversa que tiveram, Andreoli sugeriu a participação de Sandy para cantar a introdução e parte final da música, representando o lado "doce" da personagem. Assim como White-Gluz, ela também aceitou o convite. Diferentemente de Sandy, White-Gluz usou de vocal gutural na faixa. Andreoli descreveu o instrumental da canção como "quebrado e moderno".
Andreoli ainda falou sobre as participações de Sandy e White-Gluz na faixa: "[...] A Sandy é uma grande artista e tem uma imagem muito positiva. [...] E eu achei fantástico o que ela fez. Foi exatamente o que a canção precisava. Há um personagem feminino com duas facetas: a Sandy fez a delicada, e a Alissa White-Gluz, a agressiva." Sandy, cuja voz é ouvida em cerca de um minuto da gravação de "Black Widow's Web", comentou a canção, dizendo: "Não foi só a música que me atraiu, mas toda a ideia da letra, a questão da ‘viúva negra’ como uma analogia com as mídias sociais. Quando o Rafael me trouxe essa ideia, fiquei super empolgada em poder fazer parte. Adoro desafios e amo ter oportunidades de fazer coisas que, talvez, as pessoas não esperem de mim artisticamente. [...] eu fiquei bem feliz com o resultado!".

## Recepção
Em dezembro de 2017, foi revelada a participação das cantoras Sandy e Alissa White-Gluz em uma das canções do álbum Ømni. O fato gerou debates por parte dos fãs da banda, devido ao contraste que a música e imagem deles tem com a de Sandy. Escrevendo para seu site Combate Rock, o antigo jornalista da Folha de S.Paulo Marcelo Moreira elogiou a performance de Sandy na música, dizendo que sua "voz delicada e jazzística fez um excelente contraponto com a voz de Fabio Lione, o vocalista da banda, e  da outra convidada especial, Alissa White-Gluz." O jornalista musical Mauro Ferreira compartilhou da mesma opinião e afirmou que "O canto delicado d[e] [Sandy] funciona como o contraponto climático para o peso de "Black Widow's Web"." O site dedicado ao hard rock e heavy metal My Global Mind fez uma crítica positiva à "Black Widow's Web" e considerou ela como uma das melhores faixas do álbum, a descrevendo como "bizarra" e "interessante". O site O Sub Solo revisou o álbum e escreveu sobre a faixa: "A música possui um bom refrão, com bom aproveitamento dos dois vocalistas, mesclando a classe de [Lione] com a agressividade de [White-Gluz], que em outros momentos aquieta sua fera para dar vez ao uso de sua voz clean, que também é excelente e faz um acompanhamento perfeito para Lione."
O site Whiplash comentou a faixa: "Black Widow's Web traz como principal atrativo o contraste entre a voz angelical de Sandy, novata no mundo metal, e os guturais de Alissa White-Gluz. O risco aqui é esquecer que, além desta ser uma grande canção, Lione conduz tudo, todos os aspectos que vão além do citado contraste, com maestria. Na verdade, o contraste maior a ser focado é entre Lione (na canção, personificando a suposta vítima) e Sandy e Alissa, ambas como a 'aranha', mas em momentos distintos da captura da tal vítima (uma tece a aparentemente frágil teia, a outra decreta "agora você não pode mais fugir")."[carece de fontes?] O Collectors Room disse que Sandy "pouco agrega" à faixa e escreveu: "O destaque é mesmo Alissa e seu gutural demoníaco, que cria um interessante contraste não apenas com a voz limpa de Lione mas também com o intrincado instrumental onipresente no Angra."

## Videoclipe
O videoclipe da canção foi gravado em maio de 2018 e dirigido por Leo Liberti. Seu lançamento ocorreu em julho. O videoclipe tem como tema a solidão e os efeitos que esse sentimento causa nas pessoas. Liberti falou sobre o conceito do videoclipe, dizendo que ele "fala basicamente sobre solidão e o que isso causa... Suicídio adolescente, casais que não se olham. As mídias sociais, a internet, o videogame, as drogas, tudo é refúgio. [...] Estamos todos mergulhados nessa imensa rede."
Sandy interpretou a "viúva-negra" no videoclipe. Liberti comentou a experiência de trabalhar com ela, dizendo "Quando comecei a escrever o roteiro, queria muito que Sandy não aparecesse somente como "cantora de um trecho". Queria que ela fosse a personificação do arquétipo da viúva-negra. A aparentemente doce e sedutora web que te mata. [...] Ela me deixou escrever o roteiro do jeito que bem entendesse. E ela está muito mais preocupada com a arte do que com a imagem. Não é toda cantora que, sem questionar, entra numa banheira de sangue embaixo de uma cruz, com quatro velas ao seu lado numa igreja!".

## Desempenho comercial
Após ser lançada, a canção assumiu o topo do ranking "50 Virais", do Spotify Brasil.